# Hemerorhinus
Hemerorhinus – rodzaj ryb promieniopłetwych z podrodziny Ophichthinae w obrębie rodziny żmijakowatych (Ophichthidae).

## Rozmieszczenie geograficzne
H. opici występuje we wschodnim Oceanie Atlantyckim, a H. heyningi w Indonezji.

## Morfologia
Długość ciała do 32,5 cm; brak danych dotyczących masy ciała.

## Systematyka
Rodzaj zdefiniowali w 1916 roku niemiecko-holenderski zoolog Max Carl Wilhelm Weber i francuski ichtiolog Lieven Ferdinand de Beaufort, w trzeciej części publikacji ich autorstwa poświęconej rybom z Archipelagu Malajskiego. Gatunkiem typowym jest (oznaczenie monotypowe)) H. heyningi.

### Etymologia
Hemerorhinus: gr. ἡμερoς hēmeros ‘uprawiany, uszlachetniany’; ῥις rhis, ῥινος rhinos ‘nos, pysk’; być może w aluzji do spiczastego pyska H. heyningi wystającego poza obręb ust.

### Podział systematyczny
Do rodzaju należą następujące gatunki:
- Hemerorhinus heyningi (Weber, 1913)
- Hemerorhinus opici Blache & Bauchot, 1972